# 3 Monocerotis
3 Monocerotis é uma estrela na direção da constelação de Monoceros.